# Примарні стволи
«Примарні стволи» (англ. Ghost Guns) — вестерн 1944 року режисера Ламберта Гілльйєра. Це тринадцята стрічка із серії фільмів про маршала "Неваду" Джека Маккензі. Головні ролі зіграли Джонні Мак Браун, Реймонд Гаттон, Евелін Фінлі, Райлі Хілл та Ерні Адамс.

## У ролях
- Джонні Мак Браун — "Невада" Джек Маккензі
- Реймонд Хаттон — Сенді Гопкінс
- Евелін Фінлі — Енн Джордан
- Райлі Гілл — Тед Коннорс
- Ерні Адамс — Док Едвардс
- Сара Падден — тітка Саллі
- Джек Інгрем — Вейко
- Том Квінн — Стрингер
- Френк Лару — суддя Келбро
- Джон Мертон — Метсон
- Стів Кларк — Стів
- Маршалл Рід — Блекджек
- Джордж Моррелл — агент

## Зовнішні посилання
- Примарні стволи на сайті IMDb (англ.)